# GECAD Group
GECAD — румынская IT-компания, занимающаяся производством программного обеспечения. Основана в 1992 году Раду Георгеску. Компания включает в себя несколько предприятий: Gecad Technologies/Axigen (e-mail), Gecad Net (служба компьютерной безопасности), Gecad ePayment и Avangate (электронная коммерция) и Gecad Software (программы для бизнеса).

## Краткая история
Название компании состоит из первых двух букв основателя — GE — и аббревиатуры CAD, расшифровываемой как Computer Aided Design (с англ. — «Система автоматизированного проектирования»), поскольку в первые годы GECAD занималась разработкой именно подобных систем. Со временем сфера деятельности компании сместилась в сторону компьютерной безопасности: так, в 1994 году компанией был разработан антивирус RAV (Reliable Antivirus). 10 июня 2003 года технология была приобретена компанией Microsoft после того, как число пользователей RAV превысило 10 млн. по всему миру.
В 2004 году компания, ранее называвшаяся GECAD Software, после ребрендинга получила наименование GECAD Group, а прежнее название сохранилось за дочерним предприятием. В настоящее время GECAD Group занимается инвестированием преимущественно в IT-компании с высоким потенциалом и возможностями предоставления новых идей на рынках ПО (защитное программное обеспечение, облачные технологии, электронная коммерция, криптовалюта и платёжные системы). Так, в 2005 году GECAD Group вложила средства в развитие платёжной системы Avangate.
Оборот компании в 2008 году составил 7,2 млн. евро, убытки — 1,8 млн. евро.

## Предприятия в составе
- Gecad Software — первая компания группы, которая разработала и запустила антивирус RAV Antivirus в 1994 году. В 2003 году его приобрела компания Microsoft[5].
- Gecad ePayment — программа электронной торговли, лидер среди румынских платёжных онлайн-систем[6]. В 2008 году оборот составил 1,05 млн. евро, убытки — около 900 тыс. евро[7]. Главный конкурент на рынке — DotCommerce[7].
- Gecad Net — уникальный румынский дистрибьютор Trend Micro, партнёр Kaspersky и IBM/ISS[8]. Является девелопером программы решения проблем IT-безопасности Sentinet, которая следит за инфраструктурой клиентских компаний, разработкой аппаратного и программного обеспечения, предупреждает отдел IT о потенциально опасных для безопасности компании ситуациях[8]. Выпускает отчёты управления по различным параметрам[8]. 2007 финансовый год закончился с оборотом в 5,5 млн. евро[9].
- Gecad Technologies/Axigen — компания, основанная в 2001 году. Занимается исследованием в области новых технологий, проект-менеджментом и развитием программного обеспечения. Изначально занималась разработкой антивирусного ПО, позже стала продвигать первое e-mail решение в Румынии под брендом Axigen[10][11].
- Avangate — компания, основанная в сентябре 2005 года. Бывший отдел международного сотрудничества Gecad ePayment[12]. На июль 2011 года насчитывала 84 сотрудника[12].